# دلتا (یوتا)
دلتا (به انگلیسی: Delta) شهری در ایالت یوتا کشور ایالات متحده آمریکا است که جمعیت آن در سرشماری سال ۲۰۱۰ میلادی، ۳٬۴۳۶ نفر بوده‌است.